# Alpine A110 (2017)
Alpine A110 este un automobil sport cu motor central și tracțiune spate, prezentat de producătorul de automobile francez Alpine la cea de-a 87-a ediție a Salonului Auto Internațional de la Geneva, în martie 2017.
Livrările au început la sfârșitul anului 2017 pentru piețele europene continentale și din 2018 pentru Marea Britanie, Japonia și Australia. Atât numele, cât și designul au fost folosite anterior pentru originalul Alpine A110, care a fost produs între 1961 și 1977.
Însă, Alpine A110 nu este disponibil în România.